# Bozkır
Bozkır est une ville et un district de la province de Konya dans la région de l'Anatolie centrale en Turquie.

## Géographie
Située au nord des monts Taurus, la ville est traversée par la Çarşamba Çayı.